# Comuna Kîslivka, Tarașcea
Kîslivka (în ucraineană Кислівка) este o comună în raionul Tarașcea, regiunea Kiev, Ucraina, formată din satele Buda și Kîslivka (reședința).

## Demografie
Componența lingvistică a comunei Kîslivka
     Ucraineană (97,28%)
     Rusă (2,36%)
     Alte limbi (0,36%)
Conform recensământului din 2001, majoritatea populației comunei Kîslivka era vorbitoare de ucraineană (97,28%), existând în minoritate și vorbitori de rusă (2,36%).